# Baltasar Ibán
Baltasar Ibán es la ganadería brava fundada por el empresario leones Baltasar Ibán Valdés en 1957 y que está inscrita dentro de la Unión de Criadores de Toros de Lidia. Las reses, que pastan en la finca "Cortijo Wellington", en el término municipal de El Escorial (Madrid), por la singularidad de su procedencia, disponen de un encaste propio, que parte de sangre de origen Domecq y Jijona-Contreras.
Los toros de Baltasar Ibán se distinguen por tener una muesca en ambas orejas como señal, además de lucir divisa sobre el morillo con los colores rosa y verde. El hierro de la ganadería supone una superposición de las grafías "B" e "I", en alusión al nombre de su primer propietario: Baltasar Ibán Valdés.
La ganadería obtuvo su antigüedad, tras lidiar una novillada completa en la Plaza de toros de Las Ventas, el 15 de agosto de 1957, y que lidiaron Miguel Mateo Miguelín, Roberto Ocampo y José Luis Lozano.

## Origen "Jijona" y "Vistahermosa"

### Procedencia Jijona-Contreras
La parte Jijona que corresponde a la ganadería de Baltasar Ibán procede de la venta que, en 1925, se hizo de la antigua vacada de Vicente Martínez, una de las más prestigiosas de esta casa. Uno de los lotes fue a parar a Pedro Fernández Martínez quien, a su vez, la vendería a María Montalvo, esposa de Antonio Pérez-Tabernero; y el otro recabó en manos de Julián Fernández Martínez quien en 1929 se deshizo de las reses, vendiéndoselas a Jerónimo Díaz Alonso, quien formó su ganadería con estos animales juntamente con los que, por otra parte, había adquirido de Fernando Sánchez Rico. Las reses de las disponía éste, eran, en efecto de procedencia "Contreras", es decir de la ganadería que había conformado Juan Contreras Murillo con anterioridad a 1920.
En manos de  Díaz Alonso estuvo la ganadería hasta 1939, momento en el que la adquirirá para sí Manuel González Martín, conocido como Machaquito. El éxito que obtiene este nuevo ganadero llevará a que empiece a vender parte de sus reses a otros propietarios que estaban conformando sus propias ganaderías, como ocurre con los hermanos Ángel y Rafael Peralta o con  el empresario madrileño Baltasar Ibán quien, en 1957, adquirirá algunos lotes del citado hierro de origen Jijona-Martínez.

### Procedencia Domecq
Sostiene García Sánchez que, "por la cortedad de pitones y el peligro de la consanguinidad" el nuevo ganadero Baltasar Ibán decidiera acudir a otros encastes para conformar el tipo de toro deseado. Así, en 1969, junto a su socio Antonio Arribas, adquieren la ganadería de María Antonia Fonseca, de origen puramente Domecq.

## Historia de la ganadería

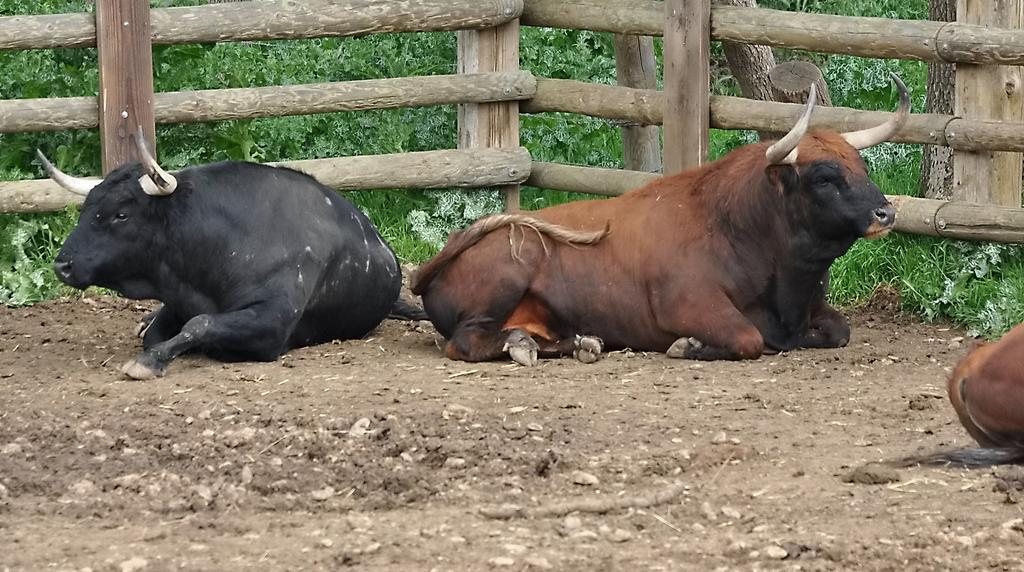
Toros de Baltasar Ibán lidiados en la Plaza de toros de Arlés

El empresario Baltasar Ibán Valdés había probado fortuna en 1952 promocionando la construcción de un gran hotel de lujo en el centro de Madrid como era el famoso Hotel Wellington, situado en la calle Velázquez. A raíz del éxito cosechado en éste y otros negocios decide dedicar parte de sus ganancias y beneficios a la crianza del toro bravo, creando para ello una ganadería capaz de articular un toro bravo con las características de la tauromaquia de aquellos años, en la línea de Contreras, con las nuevas pautas que se iban marcando por parte de los públicos, quienes requerían de un toro con más volumen y mayor envergadura en sus pitones.
Por esta razón Ibán decide hacerse, en un primer instante con una punta de ganado de la ganadería de Manuel González Machaquito y, más tarde, con las reses de origen Domecq - de mayor tamaño y seriedad - procedentes de la vacada de María Antonia Fonseca. De esta manera genera una ganadería con el cruce de ambos encastes, siendo la base genética de la actual de Baltasar Ibán; mientras que, paralelamente, con los toros de Domecq sobrantes, inicia un segundo hierro familiar: Los Guateles, que mandará a pastar a la finca "Botoa", en Badajoz, que había sido propiedad de Lisardo Sánchez.
En 1976 el ganadero Baltasar Ibán muere de un infarto en el Cortijo Wellington, El Escorial, y, de acuerdo con su testamentaría, todos su bienes, excepto los hoteles Wellington y Claridge de Madrid, la finca agrícola "El Campito" en San Fernando de Henares y parte de las acciones de la empresa de autobuses Auto Res, pasan a manos de los jesuitas y de la Universidad Pontificia de Comillas, regentadas también por la Compañía de Jesús. En cuanto a las ganaderías, los Guateles pasa también a la Compañía de Jesús, y es dirigía por Fernando Gonzalez Rull, hombre de la compañia, mientras que el primer hierro de la casa sigue bajo el control de la familia a manos de la viuda de Iban, Julia Gonzalez Altuna, que apoyándose en el administrador de la ganadería, Antonio Vaamonde y el mayoral, Francisco Santos, lidiará bajo el nombre de "Herederos de D. Baltasar Ibán". Al fallecimiento de esta la titularidad pasa a su sobrino, José Luis Moratiel Iban, que seguirá lidiando con el mismo nombre.
En 1995 fallece Antonio Vaamonde y la administración de la vacada recae en su hijo, Javier Carlos Vaamonde. En 1997 muere José Luis Moratiel, quien había regentado la ganadería en colaboración de Antonio Vaamonde, el mayoral Francisco Santos y Javier Carlos Vaamonde, al fallecimiento de su padre. A partir de entonces la ganaderia es controlada por la familia Moratiel Llarena contando con la administración de Javier Carlos Vaamonde. En el año 1999 asumirá las riendas la sobrina de Jose Luis Moratiel, Cristina Moratiel Llarena quien, desde 2004, pasa a lidiar bajo el nombre de Baltasar Ibán, contando con el apoyo del mayoral Domingo González. En el año 2025 José Antonio Moratiel Llarena, hermano de Cristina, se hace con el control de la ganadería, siendo actualmente el responsable de la misma.
Del tesoro genético acumulado por la familia Ibán-Moratiel desde 1957, cabe destacar el nombre de los tres grandes sementales de la casa - Peluquero, Clavillero y Santanero - de los cuales sigue saliendo la nueva simiente de la ganadería, como se ve al respecto de los toros lidiados en la actualidad y que mantienen el mismo nombre de sus antecesores.

### Características
Los toros de Baltasar Ibán están determinados por la mezcla de sangres de origen Jijona y Vistahermosa, a través de Vicente Martínez y de Juan Pedro Domecq. Esto es lo que, según García Sánchez, proporciona una singularidad entre ambos encastes y que origina uno nuevo basado en: la cortedad de pitones, la diversidad de pelajes (castaños, ensabandos, salpicados, burracos, sardos...) y en la nobleza y humillación, la repetición y la bravura temperamental que desarrollan durante la lidia.

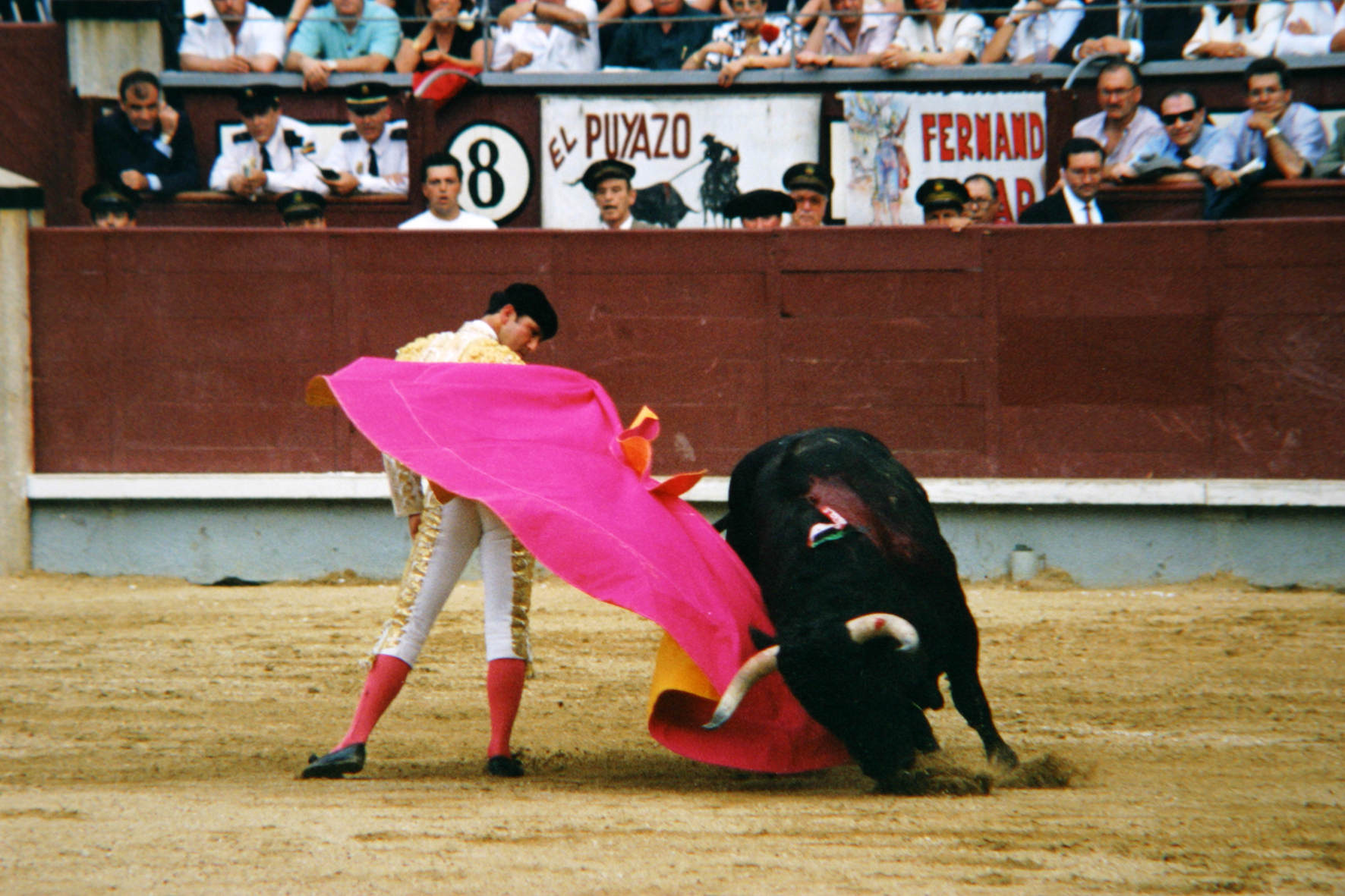
El diestro César Rincón durante la lidia del toro Bastonito, premiado con la vuelta al ruedo

### Toros célebres
- Brasileño, número 11, tostado, de 469 kilos, lidiado el 12 de octubre de 1960 en la Monumental de Barcelona y premiado con la vuelta al ruedo en el arrastre.[9]
- Rabiosillo, número 42, negro, lidiado el 12 de octubre de 1967 en San Sebastián de los Reyes (Madrid) y premiado con la vuelta al ruedo en el arrastre.[10]
- Potrico, número 28, castaño, lidiado el 24 de mayo de 1976 en la Plaza de toros de Las Ventas por Paco Camino, al que le cortó las dos orejas.
- Campesino, número 38, lidiado el 20 de mayo de 1977 en la Plaza de toros de Las Ventas por José María Manzanares, al que le cortó las dos orejas y que supuso la consagración del diestro alicantino.[11]
- Bastonito, número 25, negro, de 501 kg, lidiado el 7 de junio de 1994 en la Plaza de toros de Las Ventas, por César Rincón, al que le cortó una oreja y premiado con la vuelta al ruedo.
- Costurero, número 45, negro, lidiado en 2003 en la Plaza de toros de Castellón por Matías Tejela, del que obtuvo las dos orejas, y que fue premiado con la vuelta al ruedo en el arrastre.
- Santanero II, número 36, negro, indultado el 2 de octubre de 2011 en la Plaza de toros de Arnedo por el novillero Fernando Adrián.[12]
- Provechito número 53, negro, lidiado el 17 de junio de 2017 en la Plaza de toros de Aire-sur-l'Adour (Francia) por Juan del Álamo y que hirió de muerte al torero Iván Fandiño a la salida de un quite.[13]
- Santanero I, número 5, castaño, de 559 kilos, lidiado el 10 de junio de 2019 en la Plaza de toros de Las Ventas por Román Collado, al que le cortó una oreja y que le corneó brutalmente.[14]

## Encaste "Baltasar Ibán"
La selección realizada por la ganadería de Baltasar Ibán desde 1957, sin la necesidad de acudir a otras ganaderías y encastes para refrescar la genética de su casa, ha llevado a que los expertos consideren a este hierro como una fuente propia de sangre brava, bajo el encaste "Baltasar Ibán". Esto no ha impedido, sin embargo, que otras ganaderías de orígenes diferentes hayan acudido a la vacada escurialense para seguir alimentando la bravura de sus reses como es el caso de:
| Hierro     | Nombre                   | Antigüedad | Finca               | Localidad                   | Provincia | País     | Procedencia                                                                             | Filiación | Estado       | Ref.   |
| ---------- | ------------------------ | ---------- | ------------------- | --------------------------- | --------- | -------- | --------------------------------------------------------------------------------------- | --------- | ------------ | ------ |
|            | Alberto Mateos Arroyo    | -          | Izcalina            | Valdelosa                   | Salamanca | España   | Baltasar Ibán                                                                           | AGL       | En activo    | [ 16 ] |
|            | Campo Amor               | 1994       | El Tinajar          | Castilblanco de los Arroyos | Sevilla   | España   | Baltasar Ibán, vía Peñajara                                                             | UCTL      | Desaparecida |        |
|            | Jaral de la Mira         | 06-11-1932 | Palomarejos         | Calera y Chozas             | Toledo    | España   | Baltsar Ibán                                                                            | UCTL      | En activo    | [ 17 ] |
| Zurrabotas | Jaral de la Mira         | 06-11-1932 |                     | Calera y Chozas             | Toledo    | España   | Baltsar Ibán                                                                            | UCTL      | En activo    | [ 17 ] |
| Navarejos  | Jaral de la Mira         | 06-11-1932 |                     | Calera y Chozas             | Toledo    | España   | Baltsar Ibán                                                                            | UCTL      | En activo    | [ 17 ] |
|            | Palha                    | 04-11-1883 | Heredade de Adema   | Santarem                    | -         | Portugal | Baltasar Ibán y Pinto Barreiros, Isaías y Tulio Vázquez y Oliveira Irmaos, por separado | UCTL      | En activo    | [ 18 ] |
|            | Peñajara de Casta Jijona | 01-05-1984 | Quejigoso           | Calera y Chozas             | Toledo    | España   | Baltsar Ibán                                                                            | UCTL      | En activo    | [ 19 ] |
| Torvicioso | Peñajara de Casta Jijona | 01-05-1984 | Peraleda de la Mata | Cáceres                     |           | España   | Baltsar Ibán                                                                            | UCTL      | En activo    | [ 19 ] |

## Premios y reconocimientos
- 1987: Premio "Cuadro de Honor" del programa Toros y hombres de la Radio de Anglet (Francia) por el toro Teju, número 43, lidiado en la Plaza de toros de Bayona el 19 de abril de 1987.[20]
- 1987: Premio al toro más bravo concedido por la Federación Nacional Taurina de España por el toro Desprendido, lidiado en la feria de San Isidro de 1987.[21]
- 1987: Premio al toro más bravo de la feria del Pilar de Zaragoza, concedido por la Asociación La Madroñera, por el toro Santanero, número 7, de 539 kilos, lidiado el 13 de octubre de 1987.[22]
- 1992: Premio "Toro de Oro" de la Peña Taurina Salmantina y Premio al mejor toro de la Feria del Hotel Conde Rodrigo, por el toro Clavijero, número 28, negro, de 560 kg, lidiado el 20 de septiembre de 1992 en la Plaza de toros de Salamanca por Manuel Caballero.[23]
- 1994: Premio al toro más bravo de la feria de Santiago, concedido por el Ayuntamiento de Santander por el toro Cesguno, número 74, lidiado el 30 de julio de 1994.[24]
- 2002: Premio "Torico de Plata al toro más bravo de la feria del Ángel, concedido por la Plaza de toros de Teruel y el Grupo Gargallo, por el toro Saltillo, número 35, lidiado el 4 de julio de 2002 por David Fandila El Fandi.[22]
- 2012: Premio a la mejor ganadería de San Isidro 2012, concedido por el Colegio Oficial de Veterinarios de Madrid a la ganadería de Baltasar Ibán.[25]
- 2012: Premio a la mejor ganadería de San Isidro 2012, concedido por el Ayuntamiento de Madrid a la ganadería de Baltasar Ibán.[26]
- 2016: Premio al mejor toro de la temporada 2016, concedido por la Asociación El Toro de Madrid, por el toro Camarín, número 37, de 560 kilos, negro listón chorreado, lidiado en Las Ventas el 29 de mayo de 2016 por Alberto Aguilar, quien le cortó una oreja.[27]